# Mahuella, Tauladella, Rafalell y Vistabella
Mahuella, Tauladella, Rafalell y Vistabella (en valenciano Mauella, Tauladella, Rafalell i Vistabella) son un conjunto de pedanías y partidas rurales de la ciudad de Valencia, en la comarca de la Huerta Norte y pertenecientes al distrito de los Poblados del Norte. 
A efectos administrativos se consideran un único conjunto, con centro en el núcleo de Mahuella. No obstante, está conformado por dos enclaves distintos y separados geográficamente entre sí por los términos de Albuixech y Masalfasar. El primero, Mahuella-Tauladella, limita al norte con Museros, al este con Albuixech y al sur y oeste con Albalat dels Sorells. El segundo, Rafalell-Vistabella, está situado más al norte, y limita al norte y oeste con Masamagrell, al sur con Masalfasar y al este con el mar Mediterráneo. Su población conjunta censada en 2022 era de 57 habitantes.

## Núcleos

### Mahuella

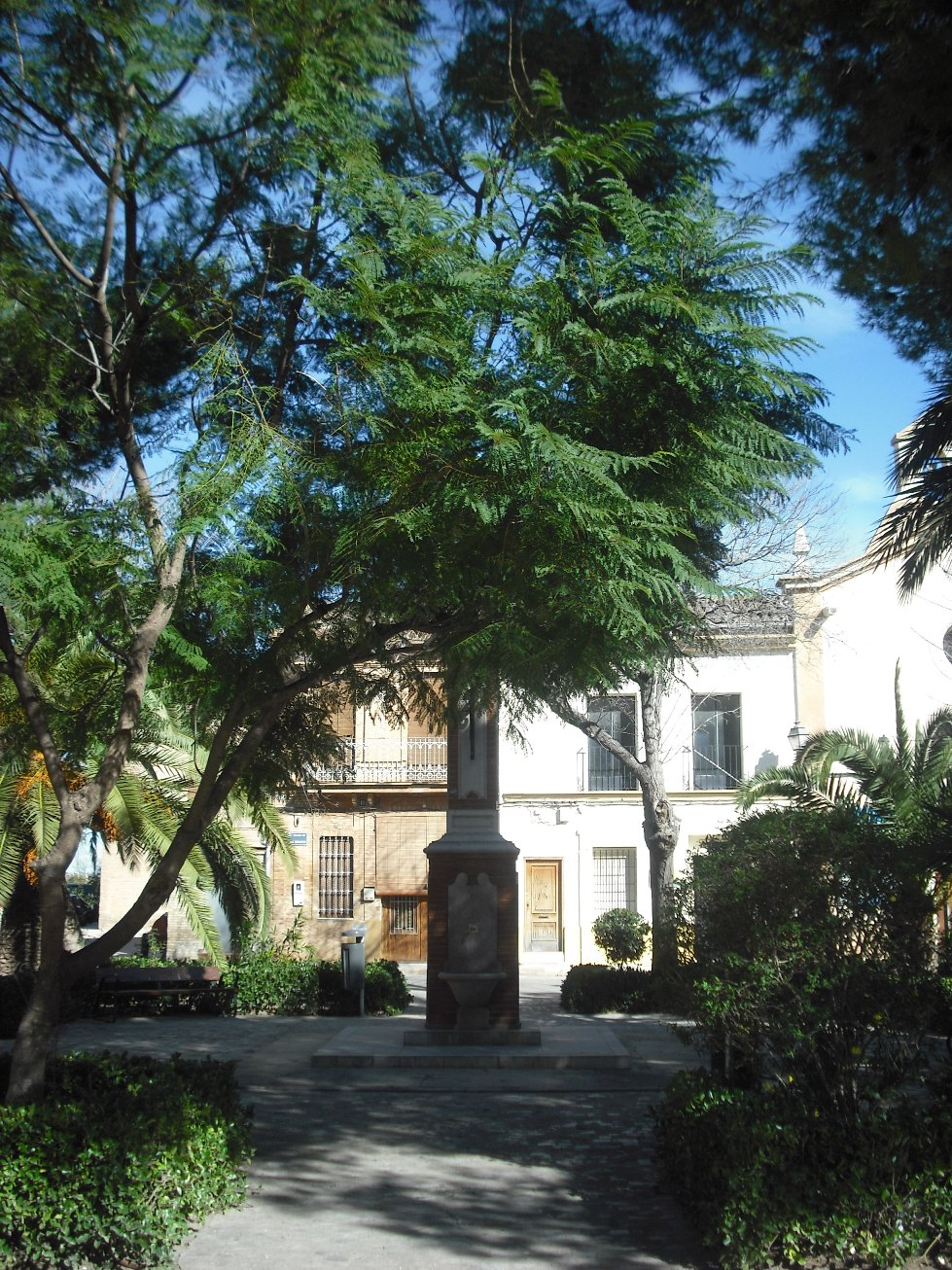
Plaza de San Benito, centro del núcleo de Mahuella.

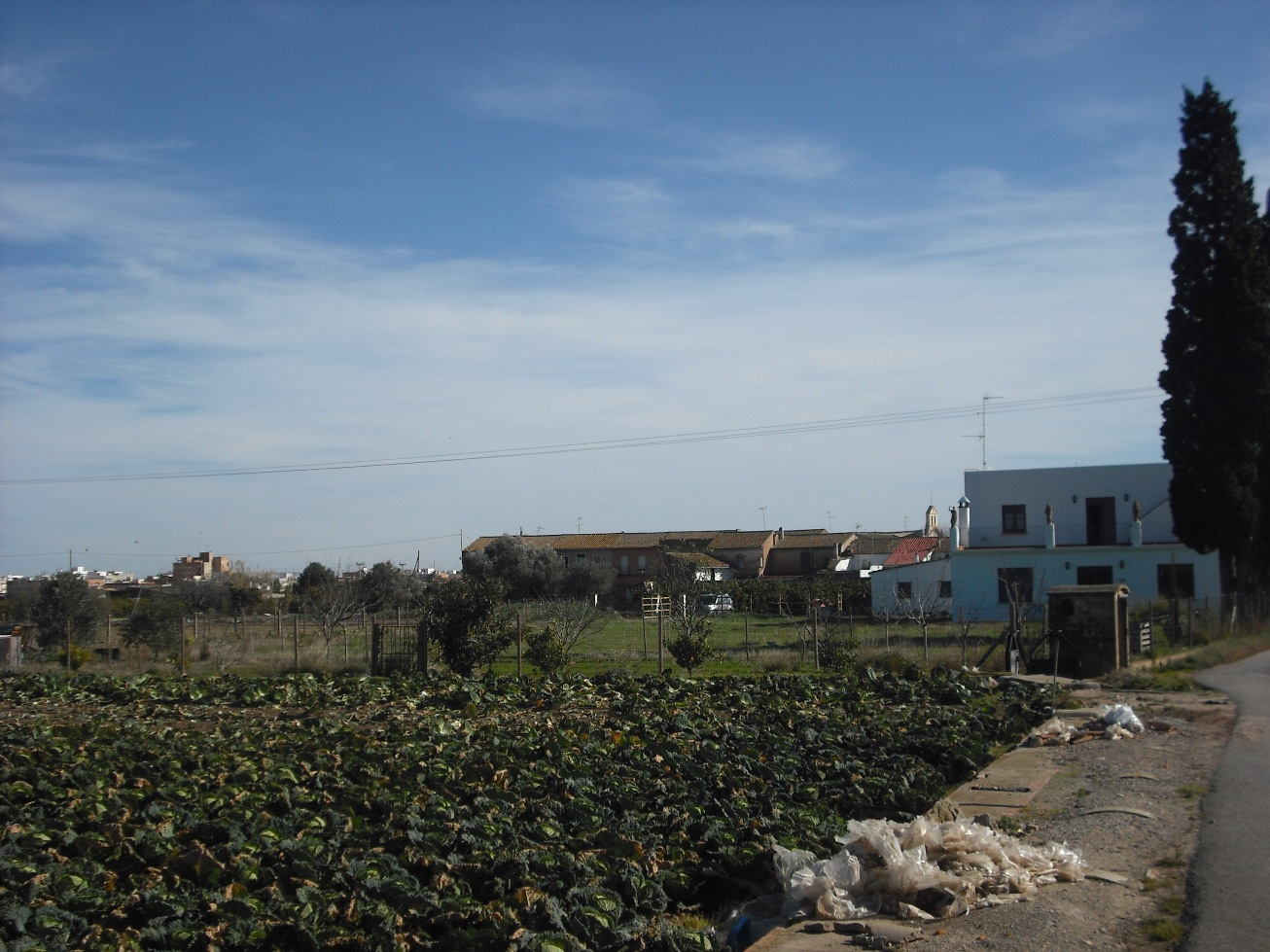
Huerta en las cercanías de Mahuella.

Constituye un núcleo compacto alrededor de una plaza rodeada de arces, en la que se encuentran una iglesia dedicada a San Benito y la alcaldía. El conjunto del pueblo destaca por la casi total ausencia de edificios de nueva construcción, por lo que conserva el aire del pueblo típico de la Huerta. En el sur, sin embargo, hay una continuidad poco densa de edificaciones a lo largo del camino que la une con Albuixech, y que conforma el llamado Barrio del Horno, perteneciente a esta última población. Se puede acceder desde Albuixech por el camino ya mencionado y desde la carretera CV-300 a la altura de Albalat dels Sorells. 
La población tiene su origen en una alquería musulmana. Su nombre, según Alcover, parece provenir del árabe nawwela (cabaña), aún pese a la dificultad del paso de n a m. No obstante, en opinión del historiador Abel Soler Molina: “Alquería documentada cómo Magüel·la (1238), Magüella (1335) o Mahuella, en ortografía arcaica. Del árabe "māwā" وَاوَىْ ‘barraca, refugio’ + diminutivo romance "-ella" > *Māwālla /mawélla/, ‘la barraqueta’. Sería el nombre con el cual designarían los moros las típicas barracas valencianas de la Huerta”.
La alquería se donó el 1 de julio de 1238 a Arnaldo de Vernet, tal como dice el Llibre del Repartiment:

A. de Vernet. Alqueriam de Maguella, juxta Albalat Alfauquia. Kalendas julii.

En 1450 pasó a ser propiedad del convento de Porta Coeli, que obtenía muy pocos ingresos ya que el lugar estaba casi totalmente despoblado. En 1610 el núcleo estaba compuesto por tan sólo tres casas y en manos privadas. La actividad económica durante el siglo XIX estuvo exclusivamente centrada en la agricultura, destacando los frutales y la morera, para abastecer la industria sedera de Valencia. En el Diccionario de Madoz (1845-1850) aparece la siguiente descripción:

L[ugar] con ayunt[amiento] de la prov[incia] [...] de Valencia (1 1/4 leg[uas]), part[ido] jud[icial] de Moncada (1 hora). Sit[uada] en terreno llano, junto al camino real de Cataluña, 1/2 hora dist[a] del Mediterráneo [...] Tiene 12 casas y 26 barracas sin formar cuerpo de pobl[ación] , y una ermita dedicada á San Benito felig[resía] de la parr[oquia] de Albalat dels Sorells [...] Confina el térm[ino] por N. con el de Museros; E. Albuixech; S. y O. Albalat. El terreno es todo llano y de regadío, y plantado todo de moreras y árboles frutales. No hay mas carretera que la de Valencia a Cataluña, que pasa por sus inmediaciones. Prod[ucción]: trigo, maiz, seda, melones, judías y hortalizas [...] Pobl[ación]: 32 vec[inos], 160 alm[as] [...]
Diccionario de Madoz

En 1891 las 12 casas y 16 barracas que conformaban el núcleo pasaron a ser una pedanía de la ciudad de Valencia. En la plaza mayor una placa bilingüe recuerda la traída de agua potable desde Valencia en 1985.
Sus fiestas patronales están dedicadas a San Benito y la Virgen del Rosario.

### Tauladella
Es una partida rural, con diversas alquerías, y que estuvo antiguamente adscrita al alcalde pedáneo de la calle de Murviedro (hoy de Sagunto), por lo que su origen es distinto al de los otros caseríos a los que está anexionada. Su nombre parece ser, más propiamente, Teuladella, derivando del valenciano teula (teja). En el Diccionario de Madoz (1845-1850) aparece la siguiente descripción:

Ald[ea] con alc[alde] de barrio dependiente del de la calle de Murviedro estramuros de Valencia, á cuyo ayunt[amiento] [...] corresponde. Sit[uada] en terreno llano á 1 leg[ua] N. de la cap[ital] y 1/2 del mar Mediterráneo [...] Tiene 5 casas, 19 barracas, y una ermita bajo la advocacion de los Santos Reyes, sit[uada] dentro de la pobl[ación]. El terreno que la pertenece se halla entre Mahuella, Albalat y Foyos [...] Pobl[ación]: 25 vec[inos], 110 alm[as].
Diccionario de Madoz

En la "alquería de Burgos", probablemente la más antigua de la partida, existe una capilla bajo la advocación de Nuestra Señora del Rosario, que se edificó entre 1963 y 1973 y pertenece a la parroquia de Albalat dels Sorells.

### Rafalell-Vistabella
El enclave de Rafalell-Vistabella está prácticamente despoblado, a excepción de algunas masías y alquerías. Es el único núcleo de los Poblados del Norte con frente marino, unos 800 m de playa, y todo el terreno está ocupado por huerta, a excepción de una franja de marjales de unos 800 m de anchura, paralela a la costa. La huerta está regada por las aguas de la Real Acequia de Moncada. Rafalell y Vistabella conformaron, junto con la Puebla de Farnals, un pequeño señorío. En el Diccionario de Madoz (1845-1850) aparece la siguiente descripción sobre Rafalell y Vistabella:

Cas[eríos] con alc[alde] p[edáneo] dependiente del de la calle de Murviedro [...] Estan sit[uados] ambos hácia el N. de [Valencia], á la dist[ancia] de 2 leg[uas], en terreno llano y delicioso, ofreciendo una anomalía bastante singular, pues se hallan colocados dentro del part[ido] jud[icial] de Murviedro; y para constituirse en ellos desde Valencia hay que atravesar buena parte del terr[eno] del de Moncada [...] Se componen de 8 casas ó alq[uerías] y 5 baracas habitadas, cuyos vec[inos] acuden para el pasto espiritual á la vicaria de Masalfasar [...] Tienen térm[ino] propio, que confina por N. y O. con el del antedicho Masamagrell; E. el mar Mediterráneo, y S. Masalfasar : comprende 2,000 hanegadas y 3 cuarterones de tierra cultivada [...] Se cosecha aceite, vino, trigo, maiz, verduras, legumbres y arroz [...] Pobl[ación]: 45 vec[inos], 64 alm[as].
Diccionario de Madoz

El territorio está atravesado de norte a sur por la autovía V-21, que cuenta con una salida en el límite sur del enclave. 
Marjal de Rafalell y Vistabella

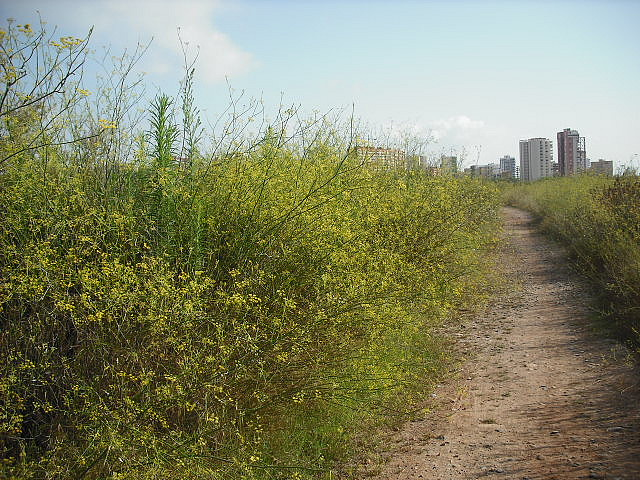
Marjal de Rafalell y Vistabella.

El marjal de Rafalell y Vistabella (de 102,92 ha extensión) es uno de los últimos marjales que se extendían al norte del río Turia desde Alboraya a Sagunto, el cual se nutre de aguas subterráneas y de restos de riego Este En cuanto a la vegetación del humedal, hay que destacar que este está dominado por carrizales y juncales, los cuales sirven de refugio a varias especies de aves palustres y limícolas, así como también algunos vestigios de vegetación dunar sobre dunas semifijas y de vegetación de saladar, con especies como el limonio fino (Limonium angustebracteatum) o la salicornia (Arthrocnemum fruticosum). En el marjal hay algunas acequias y pequeñas lagunas con vegetación subacuática, como la lengua de oca (Potamogeton nodosus) o la espiga de agua (Potamogeton pectinatus). Los peces con presencia en el marjal son la anguila (Anguilla anguilla), la lubina (Dicentrarchus labrax), el múgil (Mugil cephalus) y el pejerrey (Atherina boyeri), aunque existen hábitats apropiados para la reintroducción de especies endémicas valencianas como el samarugo (Valencia hispanica), el fartet (Aphanius iberus), la colmilleja (Cobitis taenia) o la gambita de acequia (Palaemonetes zariqueyii).
En el 2004 el Tribunal Supremo confirmó la sentencia que protege a la zona húmeda, frente a la intención de urbanizar el marjal. Tras lo cual, en el año 2007 la Conselleria de Medio Ambiente de la Generalidad Valenciana y el Ministerio de Medio Ambiente, a través de la Confederación Hidrográfica del Júcar, procedieron a efectuar una restauración del marjal, cuya inversión fue de 300 000 euros a cargo de los fondos para el desarrollo de la Unión Europea (FEDER).  Entre las actuaciones desarrolladas destacan la eliminación y retirada de residuos sólidos; limpieza de los sedimentos y depósitos de las acequias para que recuperen su capacidad de drenaje; construcción de motas con los materiales depositados en actuaciones anteriores y los materiales de limpieza del lecho de las acequias. El proyecto también incluyó la repoblación de la zona con vegetación de ribera, es decir, plantación de especies como chopos (Populus alba), los tarais (Tamarix gallica), sauces (Salix alba) y olmos (Ulmus), para marcar el límite entre el entorno urbano y el marjal.

## Geografía humana

### Demografía
| Gráfica de evolución demográfica de Mahuella entre 1842 y 1887 |
| |
| Población de derecho según los censos de población del INE Población de hecho según los censos de población del INEEntre el censo de 1897 y el anterior, este municipio desaparece porque se integra en el municipio 46250 (Valencia) |

La tendencia demográfica de todo el conjunto ha disminuido considerablemente a lo largo del siglo XX, ya que al ser una zona eminentemente rural, siendo el único núcleo compacto el de Mahuella, ha sufrido fuertemente el éxodo rural. Los datos de población siguientes son para todo el conjunto, aunque los censos de 1910, 1920 y 1930 excluyen a Vistabella, y los de 1950 y 1960 se refieren sólo a Mahuella-Tauladella. 
| Población | 442 | 358 | 394 | 441 | 386 | 328 | 198 | 104 | 90 | 65 | 56 | 66 |

## Política
Mahuella, Tauladella, Rafalell y Vistabella dependen del ayuntamiento de Valencia en consideración de barrio del distrito de Poblados del Norte (en valenciano Poblats del Nord). Sin embargo, dada su condición de poblamiento rural, cuentan, de acuerdo con las leyes estatales y autonómicas pertinentes, con un alcalde de barrio, compartido con Casas de Bárcena, que se encarga de velar por el buen funcionamiento del barrio y de las relaciones cívicas, firmar informes administrativos y elevar al ayuntamiento de la ciudad las propuestas, sugerencias, denuncias y reclamaciones de los vecinos.